# Luxiaria intensata
Luxiaria intensata là một loài bướm đêm trong họ Geometridae.